# 아이노정 (효고현)
아이노정(相野町)은 효고현 아리마군에 존재했던 정이다. 현재의 산다시에 해당한다.

## 역사
- 1889년 4월 1일 - 정촌제 시행에 의해 아리마군 아이촌, 혼조촌이 성립하였다.
- 1956년 3월 31일 - 아이촌, 혼조촌이 합병해 아이노정이 되었다.
- 1956년 3월 31일 - 산다정에 편입되어 소멸하였다.